# Heroes for Hire
Heroes for Hire (Helden te Huur) is een fictief superheldenteam uit de gelijknamige strips van Marvel Comics. Het team verscheen voor het eerst in Power Man and Iron Fist #54.
Het eerste Heroes for Hire team werd opgericht door Iron Fist en Power Man. Dit team is later opgeheven, maar inmiddels bestaat er een nieuwe incarnatie met nieuwe helden.

## Hero for Hire
De oorsprong van het Heroes for Hire concept begon met Luke Cage’s soloserie getiteld Luke Cage, Hero for Hire. Als een “hero for hire” probeerde Cage zijn heldendaden als superheld te combineren met het betaalde werk van een Particulier Onderzoeker. Hoewel de striptitel vanaf deel 17 veranderde in Luke Cage, Power Man, ging Cage door met zijn huurlingactiviteiten.

## Power Man and Iron Fist
Toen de soloserie van Luke Cage werd stopgezet vanwege de slechte verkoop, werd Iron Fist aan de cast toegevoegd. De naam van de strip veranderde vanaf deel 50 in Power Man and Iron Fist. De twee vormden samen een nieuwe Heroes for Hire, Inc. Dit team werd gesteund door attorney Jeryn Hogarth en Jennie Royce. Colleen Wing en Misty Knight kwamen ook vaak voor in de serie, maar werden nooit officieel lid. Deze samenwerking duurde tot aan deel 125, waarin Cage werd beschuldigd van de dood van Iron Fist.

## Heroes for Hire (1996)
In 1996 volgde er een crisisperiode toen zowel de Fantastic Four als De Vergelders om leken te komen in het gevecht met Onslaught. Via de Oracle corporatie die Namor had opgezet besloten Jim Hammond en Danny Rand een nieuwe Heroes for Hire op te zetten. Iron Fist recruteerde Luke Cage voor deze Heroes For Hire. Het team debuteerde in 1997. Het kernteam bestond uit Fist, Cage, Black Knight, een nieuwe White Tiger, Hercules, She-Hulk, Ant-Man (Scott Lang), de originele Human Torch. De rest van de cast bestond uit een groep waarvan de samenstelling regelmatig veranderde (in dezelfde stijl als de Defenders).
Deze Heroes for Hire serie werd geschreven door John Ostrander en geïllustreerd door Pasqual Ferry. De serie liep 19 delen.

## Heroes for Hire (2006)
Een nieuwe Heroes for Hire serie werd ontwikkeld in 2006 als een spin-off van de Civil War verhaallijn. De serie wordt schreven door een team bestaande uit Jimmy Palmiotti en Justin Gray, met tekeningen van Billy Tucci.
Het team in deze serie bestaat uit Colleen Wing, Misty Knight, de nieuwe Tarantula, Shang-Chi, Humbug, Orka, Black Cat en Paladin. Die laatste twee deden enkel mee voor het geld. Ze dienen als toezichthouders op het naleven van de registratiewet voor supermensen, en bevechten de helden die zich niet willen registreren. Paladin heeft het team inmiddels weer verlaten.